# Operazione Keyhole

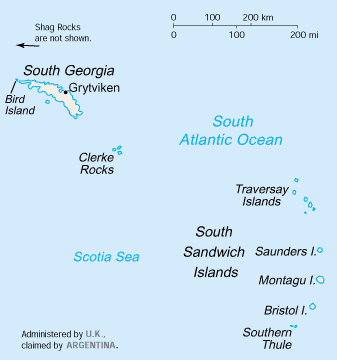
Mappa della CIA Georgia del sud e delle isole Sandwich del sud.

L'operazione Keyhole fu l'occupazione britannica della base scientifico/militare Corbeta Uruguay sull'isola di Thule delle isole Sandwich Australi durante la guerra delle Falkland.

## Storia
La base venne stabilita nel novembre 1976 dal governo argentino per supportare le rivendicazioni territoriali sulle isole Falkland e Sandwich Australi, ma scoperta dai britannici solo nel dicembre dello stesso anno; ciò nonostante il Regno Unito si limitò a proteste formali e a cercare di ricomporre la vertenza per vie diplomatiche. Il nome deriva dalla corvetta ARA Uruguay che recuperò Nordenskjöld e l'equipaggio della nave Antarctic naufragato nella baia antartica Erebus e Terror il 12 febbraio 1903.

## I fatti
Allo scoppio della guerra delle Falkland, un gruppo di 32 membri delle forze speciali della Marina argentina venne inviato sulla nave rompighiaccio ARA Bahía Paraiso verso la Georgia del Sud per cooperare alla sua occupazione, e sbarcò a Leith Harbour il 25 marzo 1982. La base venne giudicata irrilevante dai britannici nella programmazione della riconquista delle isole (operazione Corporate) e la sua neutralizzazione venne rimandata al termine della campagna principale.
Il 15 giugno 1982, dopo la resa delle forze argentine rimaste a Port Stanley firmata dal generale Menendez, la compagnia M del 42 Commando dei Royal Marines venne incaricata di occupare la base, che nominalmente non era sottoposta alla giurisdizione del generale Menendez e quindi non si era arresa; parte della compagnia era già partita con il rompighiaccio HMS Endurance ed il rimorchiatore oceanico Salvageman. Il resto del reparto venne prelevato dalla Georgia del Sud, dove aveva partecipato alla sua riconquista, dalla fregata HMS Yarmouth e dal rifornitore RFA Olmeda e, arrivati sul posto il 20 giugno, un gruppo venne sbarcato dall'elicottero Westland Wasp della Endurance ed accettò la resa della guarnigione senza spargimento di sangue, e senza il bisogno del preordinato supporto di fuoco da parte della Yarmouth